# Discophora tullia
Discophora tullia är en fjärilsart som beskrevs av Pieter Cramer 1775-1776. Discophora tullia ingår i släktet Discophora och familjen praktfjärilar. Inga underarter finns listade i Catalogue of Life.